# Historia de regibus Gothorum, Vandalorum et Suevorum
A Historia de regibus Gothorum, Vandalorum et Suevorum ("História dos reis dos Godos, Vândalos e Suevos") é a história dos Godos, entre 265 e 624, escrita em latim por Isidoro de Sevilha. A história dos Vândalos foi adicionada depois da dos Godos, seguida de uma separata com a dos Suevos.
É um relato condensado e, devido à diversidade de fontes, é por vezes contraditório.
Isidoro começa a sua história com um prólogo, "Laus Spaniae", no qual louva as virtudes da Hispânia. É aqui inventada a expressão "mater Spania" (a mãe da Hispania). O restante da obra elabora e defende a identidade gótica da Hispania. Isidoro usa a Era Hispânica para as suas datações. A fonte principal da sua história temporã era a de Jerónimo de Estridão, continuação da de Eusébio de Cesareia em 378. Daí em diante usa principalmente a de Orósio (até 417) e, para a Hispania, Hidácio (até 469). Para a sua história posterior baseia-se em Próspero da Aquitânia, continuação de Jerônimo (405—453). Vítor de Tununa é a sua principal testemunha da África nos anos de 444 a 566 e João de Biclaro para a história hispana recente (565—590). Isidoro também fez uso de uma crônica, perdida em parte, de Máximo de Saragoça. Para os eventos na Hispânia entre 590 e 624 Isidoro é a fonte principal do historiador. 
A Historia foi composta em duas versões, ambas conservadas. A primeira, efetuada provavelmente em 619, o ano da morte do rei Sisebuto, é a mais curta. A versão mais longa foi provavelmente terminada em 624, no quinto ano do reinado de Suíntila. Apenas a versão mais longa contém "Laus Spaniae" e o "Laus Gothorum", um elogio dos godos, que divide a história dos godos "(até o reinado de Suinthila) da dos vândalos. A edição da versão mais longa de Theodor Mommsen é a padrão  e foi a base da tradução para o inglês primeiro. A Historia foi previamente traduzida para o alemão.